# 33 (T-SQUAREのアルバム)
『33』（サーティー・スリー）は、T-SQUAREの33枚目のアルバムである。
2007年4月18日リリース。

## 解説
T-SQUARE33枚目のオリジナルアルバム。期間生産限定盤は2枚組仕様。
バンド形態復活後初めてメンバー全員がジャケット写真に登場している。
ボーナスディスクには『TRUTH』20周年記念バージョンを収録。

## 収録曲

### DISC.1
1. Rondo - 河野啓三作曲
2. Freeze Flame - 安藤まさひろ作曲
3. Insomnia - 安藤まさひろ作曲
4. Flying Colors - 坂東慧作曲
5. Iberian Seascape - 河野啓三作曲
6. Again and Again - 坂東慧作曲
7. Stranger in the Mirror - 安藤まさひろ作曲
8. Bushmaster - 坂東慧作曲
9. Fumble - 河野啓三作曲
10. 半夏生 - 河野啓三作曲

### DISC.2
1. Tell The Truth（安藤まさひろプロジェクト feat.エリック・マーティン）
2. TRUTH 〜20th ANNIVERSRY Version〜